# ثيرما

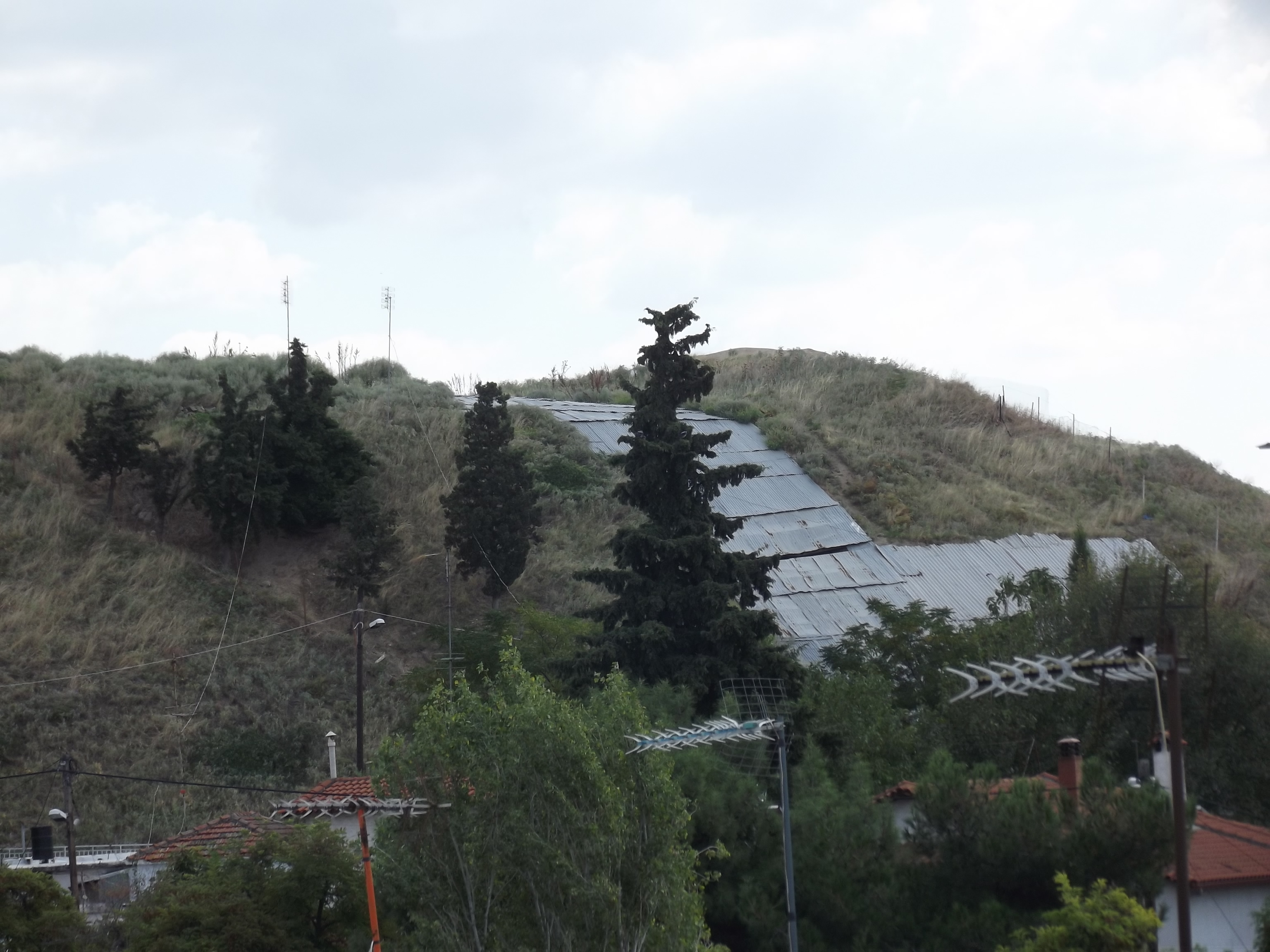

ثيرما أو «' ثيرمة»' , (Θέρμα, Θέρμη) كانت مدينة يونانية أسسها الأريتريين اليونانيين أو الكورنثيين في أواخر القرن السابع قبل الميلاد في مجدونيا القديمة (التي أتحدت في وقت لاحق مع مقدونيا), تقع في أقصى الطرف الشمالى الشرقي لخيج عظيم على بحر إيجه، الخليج الثيرمى. تم بناء المدينة وسط مستنقعات ينتشر فيها البعوض، واسمها مشتق من اليونانية (thérmē/thérma) وتعنى «الحمى الملارية». قام كاسندر بتسميتها لاحقاً باسم سالونيك. بحلول ذلك الوقت بدأ انجراف التربة يصل إلى ميناء عاصمة مقدونيا السابقة بيلا، فاستفاد كاسندر من ميناء المياه العميقة إلى الشمال الغربى من ثيرما ليوسع المستوطنة